# Immunity (компания)
Immunity, Inc. — компания-разработчик программных компонентов для создания средств защиты, выявления уязвимых участков в сетевой инфраструктуре и контроля удаленных подключений. Компания предлагает технологии, созданные с учётом современных требований безопасности.
Продукты этой компании используют государственные учреждения, крупные компании, фирмы и специалисты по безопасности во всём мире.

## История
Основатель компании Дэвид Эйтель в возрасте 18 лет поступил на службу в Агентство национальной безопасности (США) в качестве научного сотрудника, где работал в течение шести лет, затем он три года был консультантом в @stake. В 2002 году он основал компанию Immunity, где в настоящее время занимает пост технического директора.
Дэйв Эйтель является соавтором нескольких книг:
- The Hacker’s Handbook: The Strategy Behind Breaking into and Defending Networks. ISBN 978-0-8493-0888-8
- The Shellcoder’s Handbook: discovering and exploiting security holes. ISBN 978-0-7645-4468-2

 — Искусство взлома и защиты систем ISBN 5-469-01233-6 (рус.)
- Beginning Python. ISBN 978-0-7645-9654-4

Также он известен написанием нескольких инструментов безопасности:
- SPIKE — блочный[3] Фаззинг
- SPIKE Proxy — инструмент исследования man-in-the-middle-уязвимости веб-приложений
- Unmask — скрипт для демонстрации того, как статистический анализ текста позволяет определить авторство

## Продукты компании
Immunity SILICA-U — профессиональная среда разработки инструментов тестирования системы безопасности, обеспечивающая создание надежной архитектуры для приложений безопасности и тестирования производительности. Решение поддерживает Windows, Linux, Mac OS X и другие Python-платформы.
Immunity CANVAS — создан для разработчиков инструментов тестирования системы безопасности на предмет проникновения потенциально опасных объектов и других угроз. Решение подходит для обеспечения безопасности WLAN-сетей.
Immunity Debugger — модификация отладчика OllyDbg с возможностью подключения скриптов на языке Python. Предназначен для анализа вредоносного ПО, и реверс-инжиниринга бинарных файлов.